# 帝釈橋 (中国自動車道)
帝釈橋（たいしゃくばし）は、広島県庄原市（旧比婆郡東城町）にある、中国自動車道を構成する自動車専用橋梁である。1978年土木学会田中賞作品部門受賞。

## 概要
1978年完成。比婆道後帝釈国定公園内、帝釈峡の上流付近に位置する。中国自動車道のほぼ中間部に位置する橋で、インターチェンジでいえば東城ICと庄原ICの間に、パーキングエリアでいえば帝釈峡PAと本村PAの間にある。
構造は鉄筋コンクリート(RC)のアーチ橋である。日本道路公団が初めて竣工したRC固定アーチ橋であり、完成年度当時は日本最大のRCアーチであった。上部工の施工に関して、ピロン・メラン併用工法を国内で初めて用いた橋である。

## 諸元
- 路線名 : 中国自動車道
- 橋長 : 283.9m[2]
- 全幅 : 9.95m[2]
- 構造 : RC固定アーチ橋[2]
  - アーチスパン : 145m[2]
  - アーチライズ : 30m[2]
- 設計 : 千代田コンサルタント[2]
- 施工 : 住友建設（現三井住友建設）[3]

## 参考資料
- 田中賞作品部門受賞一覧 昭和53年度 - 土木学会